# Kelly Marcel
Kelly Marcel (Londres, 10 de enero de 1974) es una guionista, actriz y productora de televisión británica. 
Sus guiones más destacados son en la película Saving Mr. Banks (2013), la película Fifty Shades of Grey (2015), Venom (2018) y su secuela Venom: Let There Be Carnage (2021) y Cruella (2021).

## Biografía
Marcel es la hija del director Terry Marcel y la actriz Lindsey Brookand, y la hermana mayor de la actriz Rosie Marcel.
Es íntima amiga del actor británico Tom Hardy; se conocieron en Battersea mientras Hardy daba un taller de actuación, en los inicios de sus respectivas carreras, y han trabajado juntos en varias ocasiones. Marcel realizó reescrituras no acreditadas para la película Bronson (2008) que Hardy protagoniza, al igual que escribió los guiones de las películas Venom (2018) y Venom: Let There Be Carnage (2021). Tom tiene un tatuaje con la palabra Skribe en tributo a Marcel.

## Filmografía

### Guionista
| Año  | Título                      | Crédito                              | Notas                                                             |
| ---- | --------------------------- | ------------------------------------ | ----------------------------------------------------------------- |
| 2008 | Bronson                     | Editor de guiones                    |                                                                   |
| 2009 | La pesada                   | Editor de guiones                    |                                                                   |
| 2011 | Terra Nova                  | Creador Escritor Productor ejecutivo | Cocreado junto con Craig Silverstein Escritor: "Génesis: Parte 1" |
| 2013 | Saving Mr. Banks            | Escritor                             | Coescribió con Sue Smith                                          |
| 2015 | Cincuenta sombras de Grey   | Guiónista                            | Basado en la novela de E. L. James.                               |
| 2018 | Venom                       | Guiónista                            | Coescribió el guion con Jeff Pinkner y Scott Rosenberg.           |
| 2021 | Cruella                     | Historia                             | Coescribió la historia con Aline Brosh McKenna y Steve Zissis.    |
| 2021 | Venom: Let There Be Carnage | Guiónista Productor                  | Postproducción y coescritura de la historia con Tom Hardy.        |

### Actriz
- 1989–2005: The Bill - Serie de Tv Episodio 5 episodios
- 1989: Great Balls of Fire!
- 1992: Casualty	como Vicky Morris - Serie de Tv Episodio "Rates of Exchange"
- 1993: Woof! como Miranda	- Serie de Tv Episodio "Miranda"
- 1994: A Dark-Adapted Eye como Vera	 Serie de Tv
- 1994: Love Hurts como Louise Serie de Tv Episodio  "Blue Heaven"
- 1994: Wild Justice como Melissa Stride	- película para TV
- 1997: Dangerfield como Elaine Foster - Serie de Tv Episodio "Adam"
- 2003: Holby City